# 趙顯 (外交官)
趙顯（1957年11月30日—），韩国外交官，全北特别自治道金堤市人，曾任韩国外交部第一副部长、驻印度大使、驻奥地利大使和驻联合国代表，2025年6月23日被提名为韩国外交部长。